# Marcus (usurpator)
Marcus  (overleden in 406) was een Romeinse usurpator die in 406 tot keizer werd uitgeroepen  in Britannia. Hij werd  later in datzelfde jaar gedood bij een opeenvolgende  muiterij. Over deze keizer is weinig bekend. In de overlevering wordt slechts summier over hem geschreven, en wat latere historici over Marcus schrijven bestaat voor het merendeel uit uit veronderstellingen.

## Leven
Marcus was een hooggeplaatste soldaat in de Romeinse provincie Britannia die ergens in 406, mogelijk in de zomer, door het leger tot keizer werd uitgeroepen.
Wat nu de exacte aanleiding voor deze verheffing is geweest, is voor diverse historici onderwerp geweest van discussie.  Wat buiten kijf staat is dat opstand van het leger gericht was tegen de westelijke magister militum Stilicho.  
Over Marcus 'korte regering is bekend dat hij het leger niet behaagde, en daarom spoedig door hen gedood en vervangen door een andere kortstondige usurpator, Gratianus. Zijn dood vond plaats rond oktober 406.

## Geschiedkundige veronderstellingen
Terwijl de historicus J.B. Bury vermoedde dat de opstand van de Britse legioenen in 406 voornamelijk tegen Stilicho was gericht,  brengen vroegere bronnen ( Olympiodorus van Thebe, Zosimus en Orosius ) de opstand over het algemeen in verband met de Barbaarse invallen in Gallië en Italië, in het bijzonder de Vandaalse en Alaansche stammen die de Rijngrens overstaken. Door Prosper of Aquitaine (390-460) werden die op 31 december 406 gedateerd. Het debat voor moderne historici heeft zich daarom geconcentreerd op de vraag of deze gebeurtenis de aanleiding was voor de opstand. Historici zoals N.H. Baynes en M. Kulikowski beweren dat de opstand werd veroorzaakt door de oversteek van de Rijn, die daarom gedateerd zou moeten worden op 31 december 405. Anderen, zoals F. Paschoud en Anthony Birley beweren echter dat de datum van Prosper juist is, en dat de gebeurtenissen in Gallië die de opstand veroorzaakten verband hielden met de Barbaren die vanuit Italië Gallië binnenkwamen, waarschijnlijk een deel van het leger dat Italië binnenviel tijdens de oorlog van Radagaisus in 405/6.

## Overig
In zijn pseudohistorische werk, de Historia Regum Britanniae, verhaalt Geoffrey van Monmouth over een Gracianus Municeps die de troon van Groot-Brittannië wegneemt van koning Dionotus; Naar alle waarschijnlijkheid baseerde hij deze karakters op de historische Gratianus en Marcus.